# Совет народной обороны
Совет народной обороны (серб. и черног. Савет народне одбране СФРЈ, босн. и хорв. Savjet narodne odbrane SFRJ, макед. Совет на народна одбрана на СФРJ, словен. Svet za narodno obrambo SFRJ) — совещательный орган Социалистической Федеративной Республики Югославия, занимавшийся вопросами вооружённых сил и обороны страны.

## Описание
Совет народной обороны образован Конституцией СФРЮ в 1963 году. Заседание Совета проводилось по инициативе Президента СФРЮ Иосипа Броз Тито, а после его смерти — председателем Президиума СФРЮ. Подробно деятельность Совета была описана в Конституции 1974 года, принятой после политического кризиса в стране.
Согласно Конституции, состав Совета Народной обороны определялся по решениям Союзного вече СФРЮ и Вече республик и краёв. Президиум мог только предложить назначение или смещение того или иного члена. Это был один из важнейших элементов государственности республики: Президиум не должен был оказывать давления на вече. В Совет Народной обороны входили всегда высшие офицеры, члены высшего командного состава Югославской народной армии; иногда были и известные общественно-политические деятели. Часто в состав Совета входили Народные герои Югославии.
Помимо Совета народной обороны, в СФРЮ существовал и Совет Федерации.